# Carl Apolloff
Herman Carl Oskar Hortzberg Apolloff, född 21 augusti 1870 i Jakobs församling, Stockholm, död 15 oktober 1967 i Bromma, var en svensk skådespelare.
Han medverkade i totalt sex filmer. Debuten skedde i 1915 års Mästertjuven.

## Filmografi
- 1915 – Mästertjuven
- 1915 – Hans hustrus förflutna
- 1915 – Madame de Thèbes
- 1918 – Thomas Graals bästa barn
- 1928 – Synd
- 1939 – Mot nya tider